# Copa de España veldrijden 2017
De Copa de España veldrijden 2017 is de tweede editie van de Spaanse Beker Veldrijden. Het regelmatigheidscriterium van de Koninklijke Spaanse Wielerbond omvatte vier wedstrijden.

## Podia
| Categorie     | Winnaar        | Tweede          | Derde                    |
| ------------- | -------------- | --------------- | ------------------------ |
| Mannen elite  | Felipe Orts    | Aitor Hernández | Javier Ruiz de Larrinaga |
| Vrouwen elite | Lucía González | Aida Nuño       | Lierni Lekuona Etxebeste |

## Wedstrijdschema
| Nr | Datum      | Cross         | Winnaar           | Leider      | Winnares       | Leidster        |
| -- | ---------- | ------------- | ----------------- | ----------- | -------------- | --------------- |
| 1  | 28-10-2017 | Llodio        | Felipe Orts       | Felipe Orts | Aida Nuño      | Aida Nuño       |
| 2  | 05-11-2017 | Karrantza     | Vincent Baestaens | Felipe Orts | Lucía González | González / Nuño |
| 3  | 12-11-2017 | Elorrio       | Felipe Orts       | Felipe Orts | Helen Wyman    | Aida Nuño       |
| 4  | 17-12-2017 | Stad Valencia | Felipe Orts       | Felipe Orts | Lucía González | Lucía González  |

## Eindstand

### Mannen elite
| Pos. | Renner                     | Ploeg                         | LLO | KAR | ELO | VAL | Punten |
| ---- | -------------------------- | ----------------------------- | --- | --- | --- | --- | ------ |
| 1    | Felipe Orts (O23)          | Ginestar-Delikia Sport        | 1   | 2   | 1   | 1   | 95     |
| 2    | Aitor Hernández            | Ermuko T.E.                   | 3   | 3   | 2   | 3   | 68     |
| 3    | Javier Ruiz de Larrinaga   | Zuiano C.C.                   | 5   | 4   | 3   | -   | 42     |
| 4    | Iván Feijoo (O19)          | Academia Postal-Actyon-Maceda | 8   | 5   | 6   | 7   | 39     |
| 5    | Martin Mata Cabello        | Velobur, C.D.                 | 4   | -   | 9   | 4   | 35     |
| 6    | Kevin Suárez Fernández     | Bicicletas Meta               | 7   | 6   | 5   | -   | 31     |
| 7    | Ismael Esteban Aguero      | Ginestar-Delikia Sport        | 10  | 8   | 4   | -   | 28     |
| 8    | Vincent Baestaens          | -                             | -   | 1   | -   | -   | 25     |
| 9    | Jofre Cullell Estape (O19) | Megamo Cycling Team Club Espo | 6   | 13  | 7   | -   | 22     |
| 10   | Wietse Bosmans             | Era Real State-Circus         | -   | -   | -   | 2   | 20     |
| 11   | Tony Périou                | -                             | 2   | -   | -   | -   | 20     |

| Legenda | Legenda | Legenda | Legenda  | Legenda           | Legenda         | Legenda              |
| ------- | ------- | ------- | -------- | ----------------- | --------------- | -------------------- |
| 1e plek | 2e plek | 3e plek | 4 t/m 25 | gediskwalificeerd | niet uitgereden | - (niet deelgenomen) |

### Vrouwen elite
| Pos. | Renner                         | Ploeg                      | LLO | KAR | ELO | VAL | Punten |
| ---- | ------------------------------ | -------------------------- | --- | --- | --- | --- | ------ |
| 1    | Lucía González                 | Lointek Team               | 2   | 1   | 3   | 1   | 86     |
| 2    | Aida Nuño                      | MMR Bikes                  | 1   | 2   | 2   | 3   | 81     |
| 3    | Lierni Lekuona Etxebeste (O23) | Bizkaia-Durango            | 4   | 4   | 6   | -   | 38     |
| 4    | Isabel Castro Cal              | Condado Bike, A.D.         | 5   | 5   | -   | 7   | 33     |
| 5    | Monica Carrascosa Garcia       | Bikezona.com Bilbao C.D.C. | 9   | 7   | 7   | 10  | 31     |
| 6    | Natalie Redmond                | -                          | -   | 3   | 4   | -   | 30     |
| 7    | Zaloa Trevilla Martin          | Caravanas Erandio          | 8   | 6   | 5   | -   | 30     |
| 8    | Paloma Cornejo Alonso          | Guttrans                   | 6   | 8   | 8   | -   | 26     |
| 9    | Helen Wyman                    | -                          | -   | -   | 1   | -   | 25     |
| 10   | Sandra Martinez Garcia         | Ciclocross Villarcayo C.D. | 7   | 9   | -   | 11  | 21     |
| 11   | Alicia González (O23)          | Lointek Team               | -   | -   | -   | 2   | 20     |
| 13   | Anaïs Grimault                 | -                          | 3   | -   | -   | -   | 16     |

## Puntenverdeling per wedstrijd
De rijders verdienen punten aan de hand van de volgende tabel.
| Positie | 1  | 2  | 3  | 4  | 5  | 6  | 7 | 8 | 9 | 10 | 11 | 12 | 13 | 14 | 15 | telt niet |
| Punten  | 25 | 20 | 16 | 14 | 12 | 10 | 9 | 8 | 7 | 6  | 5  | 4  | 3  | 2  | 1  | 0         |

Kampioenschappen:  Wereldkampioenschappen ·
 Europese kampioenschappen ·
 Belgische kampioenschappen ·
 Nederlandse kampioenschappen
Klassementen:  Wereldbeker ·
 Superprestige ·
 DVV Verzekeringen/IJsboerke Trofee ·
 EKZ CrossTour ·
 TOI TOI Cup ·
 Coupe de France ·
 Copa de España ·
 New England Series ·
 US Cup
Overig:  Brico Cross ·
 Soudal Classics
Geen UCI-cat.:  Giro d'Italia Ciclocross
2016 · 2017 · 2018 · 2019 · 2020 · 2021 · 2022 · 2023 · 2024